# Amazopimpla matogrossoensis
Amazopimpla matogrossoensis là một loài tò vò trong họ Ichneumonidae.